# آلیشیا گونزالس بلانکو
آلیشیا گونزالس بلانکو (انگلیسی: Alicia González Blanco؛ زادهٔ ۲۷ مهٔ ۱۹۹۵) دوچرخه‌سوار اهل اسپانیا است.